# Snow-board la Jocurile Olimpice de iarnă din 2022 - Slopestyle (feminin)
Proba de snow-board slopestyle feminin de la Jocurile Olimpice de iarnă din 2022 de la Beijing, China a avut loc pe 5 și 6 februarie 2022 la Genting Snow Park din Zhangjiakou.

## Program
Orele sunt orele Chinei (ora României + 6 ore).
| Dată        | Ora                              | Rundă                                        |
| ----------- | -------------------------------- | -------------------------------------------- |
| 5 februarie | 10:45-11:45 11:47-12:47          | Calificări cursa 1 Calificări cursa 2        |
| 6 februarie | 9:30-9:55 9:57-10:22 10:24-10:49 | Finala cursa 1 Finala cursa 2 Finala cursa 3 |

## Rezultate calificări
C — Calificare pentru finală
Primele 12 sportive s-au calificat pentru finală.
| Loc | Nr. de concurs | Ordine | Nume                 | Țară                       | Seria 1           | Seria 2           | Cel mai bun rezultat | Note |
| --- | -------------- | ------ | -------------------- | -------------------------- | ----------------- | ----------------- | -------------------- | ---- |
| 1   | 1              | 2      | Zoi Sadowski-Synnott | Noua Zeelandă              | 73,58             | 86,75             | 86,75                | C    |
| 2   | 6              | 10     | Kokomo Murase        | Japonia                    | 74,95             | 81,45             | 81,45                | C    |
| 3   | 3              | 1      | Enni Rukajärvi       | Finlanda                   | 66,75             | 78,83             | 78,83                | C    |
| 4   | 4              | 4      | Anna Gasser          | Austria                    | 50,71             | 75,00             | 75,00                | C    |
| 5   | 2              | 5      | Jamie Anderson       | Statele Unite ale Americii | 74,35             | 53,26             | 74,35                | C    |
| 6   | 9              | 19     | Julia Marino         | Statele Unite ale Americii | 2,91              | 71,78             | 71,78                | C    |
| 7   | 8              | 17     | Laurie Blouin        | Canada                     | 66,85             | 71,55             | 71,55                | C    |
| 8   | 5              | 3      | Tess Coady           | Australia                  | 55,98             | 71,13             | 71,13                | C    |
| 9   | 12             | 9      | Hailey Langland      | Statele Unite ale Americii | 28,31             | 68,71             | 68,71                | C    |
| 10  | 11             | 24     | Annika Morgan        | Germania                   | 29,61             | 67,63             | 67,63                | C    |
| 11  | 7              | 14     | Reira Iwabuchi       | Japonia                    | 48,51             | 67,00             | 67,00                | C    |
| 12  | 19             | 28     | Ariane Burri         | Elveția                    | 33,15             | 65,55             | 65,55                | C    |
| 13  | 10             | 18     | Melissa Peperkamp    | Olanda                     | 61,26             | 60,18             | 61,26                |      |
| 14  | 13             | 22     | Evy Poppe            | Belgia                     | 47,08             | 56,80             | 56,80                |      |
| 15  | 14             | 20     | Jasmine Baird        | Canada                     | 49,50             | 14,41             | 49,50                |      |
| 16  | 22             | 8      | Hanne Eilertsen      | Norvegia                   | 48,35             | 35,30             | 48,35                |      |
| 17  | 16             | 23     | Courtney Rummel      | Statele Unite ale Americii | 37,18             | 48,30             | 48,30                |      |
| 18  | 17             | 6      | Katie Ormerod        | Marea Britanie             | 47,38             | 44,01             | 47,38                |      |
| 19  | 20             | 13     | Miyabi Onitsuka      | Japonia                    | 42,60             | 46,58             | 46,58                |      |
| 20  | 21             | 27     | Bianca Gisler        | Elveția                    | 40,35             | 38,43             | 40,35                |      |
| 21  | 26             | 7      | Carola Niemelä       | Finlanda                   | 22,36             | 38,43             | 38,43                |      |
| 22  | 18             | 26     | Brooke Voigt         | Canada                     | 37,11             | 12,78             | 37,11                |      |
| 23  | 15             | 30     | Cool Wakushima       | Noua Zeelandă              | 34,46             | NS                | 34,46                |      |
| 24  | 29             | 29     | Urška Pribošič       | Slovenia                   | 27,48             | 32,00             | 32,00                |      |
| 25  | 28             | 11     | Rong Ge              | China                      | 29,36             | 13,01             | 29,36                |      |
| 26  | 23             | 21     | Šárka Pančochová     | Cehia                      | 25,51             | 17,18             | 25,51                |      |
| 27  | 25             | 12     | Lucile Lefevre       | Franța                     | 23,16             | 21,98             | 23,16                |      |
| 28  | 31             | 25     | Kamilla Kozuback     | Ungaria                    | 21,95             | 19,58             | 21,95                |      |
| 29  | 27             | 15     | Klaudia Medlová      | Slovacia                   | Nu a luat startul | Nu a luat startul | Nu a luat startul    |      |
| 29  | 30             | 16     | Lea Jugovac          | Croația                    | Nu a luat startul | Nu a luat startul | Nu a luat startul    |      |

## Rezultate finală
| Loc | Nr. de concurs | Ordine | Nume                 | Țară                       | Seria 1 | Seria 2 | Seria 3 | Cel mai bun rezultat |
| --- | -------------- | ------ | -------------------- | -------------------------- | ------- | ------- | ------- | -------------------- |
| 1   | 1              | 12     | Zoi Sadowski-Synnott | Noua Zeelandă              | 84,51   | 28,15   | 92,88   | 92,88                |
| 2   | 9              | 7      | Julia Marino         | Statele Unite ale Americii | 30,61   | 87,68   | 60,35   | 87,68                |
| 3   | 5              | 5      | Tess Coady           | Australia                  | 82,68   | 55,98   | 84,15   | 84,15                |
| 4   | 8              | 6      | Laurie Blouin        | Canada                     | 77,96   | 46,70   | 81,41   | 81,41                |
| 5   | 7              | 2      | Reira Iwabuchi       | Japonia                    | 75,60   | 80,03   | 46,15   | 80,03                |
| 6   | 4              | 9      | Anna Gasser          | Austria                    | 35,01   | 43,58   | 75,33   | 75,33                |
| 7   | 3              | 10     | Enni Rukajärvi       | Finlanda                   | 30,51   | 71,45   | 23,43   | 71,45                |
| 8   | 11             | 3      | Annika Morgan        | Germania                   | 64,13   | 31,01   | 28,76   | 64,13                |
| 9   | 2              | 8      | Jamie Anderson       | Statele Unite ale Americii | 22,98   | 60,78   | 36,88   | 60,78                |
| 10  | 6              | 11     | Kokomo Murase        | Japonia                    | 48,50   | 49,05   | 48,00   | 49,05                |
| 11  | 12             | 4      | Hailey Langland      | Statele Unite ale Americii | 32,05   | 48,35   | 29,93   | 48,35                |
| 12  | 19             | 1      | Ariane Burri         | Elveția                    | 21,40   | 24,01   | 18,86   | 24,01                |